# Allgemeiner Historischer Handatlas

L’Allgemeiner historischer Handatlas (Petit Atlas historique général) est un atlas historique, composé en 1886 par Gustav Droysen. Il comprend 96 cartes commentées. Il est paru chez Velhagen & Klasing sous la direction de Richard Andree (en).

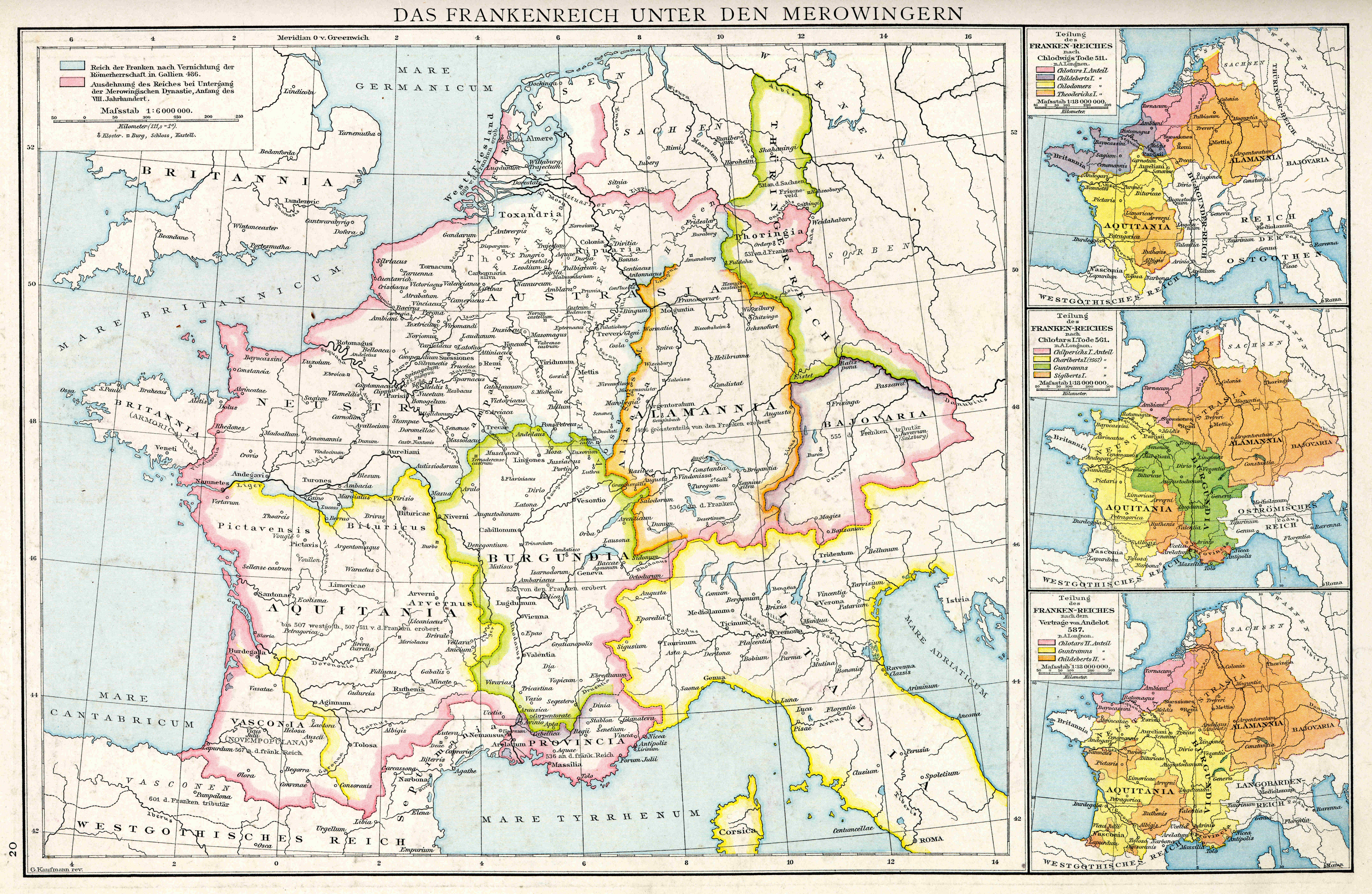
La France des Mérovingiens

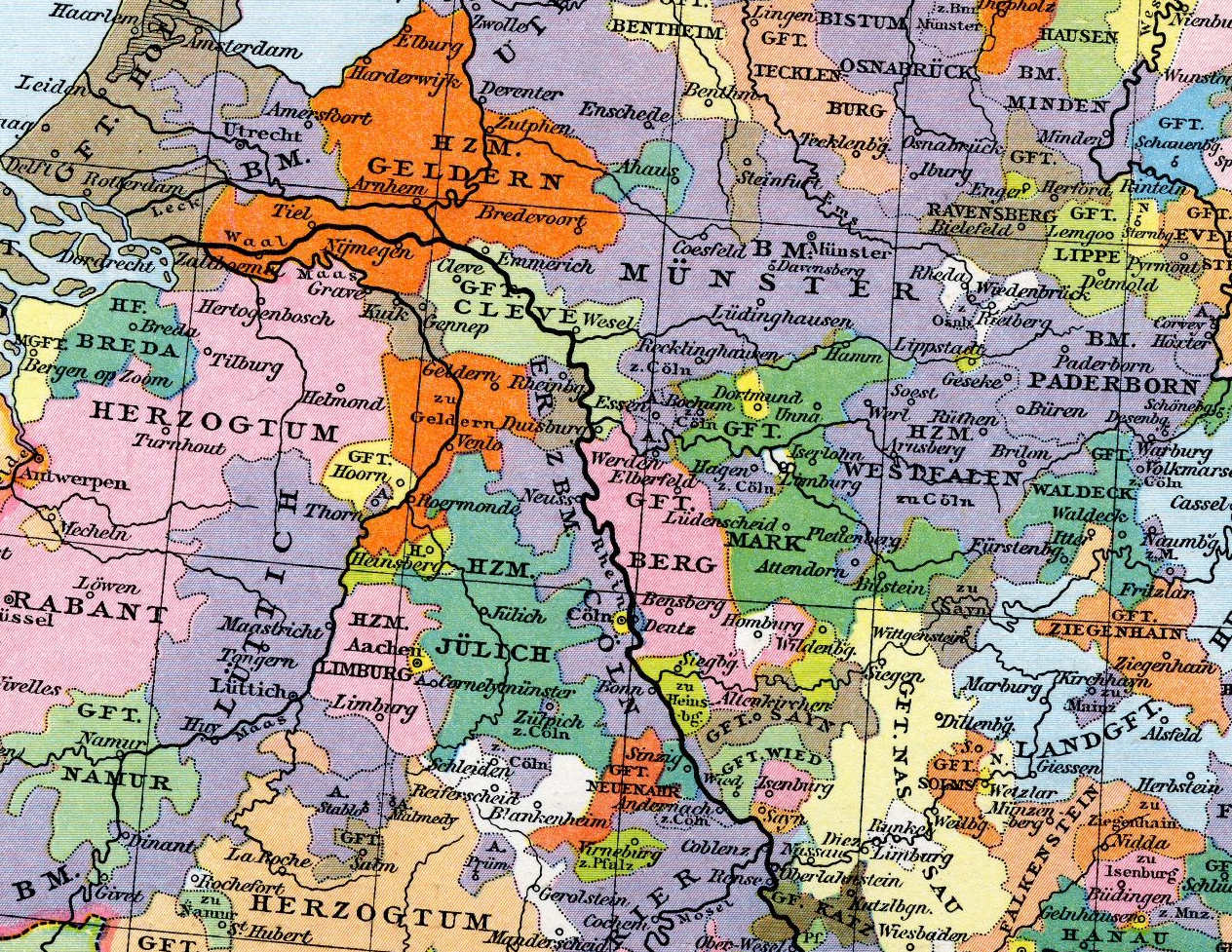
Planches 30/31, Allemagne au XIVe siècle

## Aperçu
| Nr. | Titre allemand                                                                 | Titre traduit                                                                 | Année | Planche(s) |
| --- | ------------------------------------------------------------------------------ | ----------------------------------------------------------------------------- | ----- | ---------- |
| 1   | Die den Alten bekannte Welt                                                    | Le monde connu des anciens                                                    |       | 1          |
| 2   | Ägypten                                                                        | Égypte                                                                        |       | 2          |
| 3   | Palästina                                                                      | Palestine                                                                     |       | 3          |
| 4   | Jerusalem                                                                      | Jérusalem                                                                     |       | 4          |
| 5   | Karten zur biblischen Geschichte                                               | Cartes pour l'histoire biblique                                               |       | 4          |
| 6   | Reisen des Apostels Paulus                                                     | Voyages de l'apôtre Paul                                                      |       | 5          |
| 7   | Böotien und Attika                                                             | Béotie et Attique                                                             |       | 5          |
| 8   | Griechenland                                                                   | Pays grec                                                                     |       | 6/7        |
| 9   | Karten zur Griechischen Geschichte                                             | Cartes pour l'histoire grecque                                                |       | 8          |
| 10  | Reich Alexanders des Grossen                                                   | Royaume d'Alexandre le Grand                                                  |       | 9          |
| 11  | Italien                                                                        | Italie                                                                        |       | 10/11      |
| 12  | Plan von Rom - Umgebung von Rom                                                | Plan de Rome - Environs de Rome                                               |       | 12         |
| 13  | Kleinasien                                                                     | Asie Mineure                                                                  |       | 13         |
| 14  | Italien von der Einwanderung der Gallier                                       | Italie avant l'immigration des Gaulois                                        |       | 14         |
| 15  | Britannien                                                                     | Pays Britanniques                                                             |       | 14         |
| 16  | Nordafrika                                                                     | Afrique du Nord                                                               |       | 15         |
| 17  | Gallien                                                                        | Les Gaules                                                                    |       | 16         |
| 18  | Hispanien                                                                      | Espagne                                                                       |       | 16         |
| 19  | Die unteren Donauländer zur Römerzeit                                          | Les provinces du bas-Danube à l'époque romaine                                |       | 17         |
| 20  | Germanien                                                                      | Allemagne                                                                     |       | 17         |
| 21  | Entwicklung des Römischen Reiches                                              | Expansion de l'empire romain                                                  |       | 18         |
| 22  | Europa zur Zeit der Völkerwanderung                                            | L'Europe au temps des invasions                                               |       | 19         |
| 23  | Das Frankenreich unter den Merowingern                                         | Le royaume de France sous les Mérovingiens                                    |       | 20         |
| 24  | Mitteleuropa zur Zeit der Karolinger                                           | L'Europe centrale au temps des Carolingiens                                   |       | 21         |
| 25  | Deutschland um das Jahr 1000                                                   | L'Allemagne en l'an 1000                                                      | 1000  | 22/23      |
| 26  | Europa zur Zeit der Sächsischen und Fränkischen Kaiser                         | L'Europe à l'époque des empereurs saxons et francs                            |       | 24         |
| 27  | Entwickelung der Eidgenossenschaft                                             | Expansion de la Confédération                                                 |       | 25         |
| 28  | Mitteleuropa zur Zeit der Staufer                                              | L'Europe centrale à l'époque des Hohenstaufen                                 |       | 26/27      |
| 29  | Ausbreitung der Hansa um das Jahr 1400                                         | Émergence de la Hanse en 1400                                                 | 1400  | 28         |
| 30  | Wettinische Lande um 1675                                                      | Provinces de la maison de Wettin en 1675                                      | 1675  | 29         |
| 30  | Deutschland im XIV. Jahrhundert                                                | Allemagne au XIVe siècle                                                      | 1350  | 30/31      |
| 31  | Deutschlands Kreiseinteilung                                                   | Divisions de l'Allemagne                                                      |       | 32         |
| 32  | Entwicklung der Bayerischen Monarchie                                          | Expansion de la monarchie bavaroise                                           |       | 32         |
| 33  | Die Kirchenprovinzen Mitteleuropas um 1500                                     | Les provinces ecclésiastiques en Europe centrale en 1500                      | 1500  | 33         |
| 34  | Konfessionskarte Mitteleuropas um 1555                                         | Les diverses confessions en Europe centrale en 1555                           | 1555  | 33         |
| 35  | Deutschland im XV. Jahrhundert                                                 | Allemagne au XVe siècle                                                       | 1400  | 34/35      |
| 36  | Territorialentwickelung Österreich-Ungarns                                     | Expansion territoriale de l'Autriche-Hongrie                                  |       | 36         |
| 37  | Europa zur Zeit der Reformation                                                | L'Europe au temps de la Réforme                                               |       | 37         |
| 38  | Deutschland zur Zeit der Reformation                                           | L'Allemagne au temps de la Réforme                                            |       | 38/39      |
| 39  | Europa nach dem Westfälischen Frieden                                          | L'Europe après les traités de Westphalie                                      |       | 40         |
| 40  | Elsass-Lothringen von 1648 bis 1789                                            | Alsace-Lorraine de 1648 à 1789                                                |       | 41         |
| 41  | Deutschland zur Zeit des Dreissigjährigen Krieges                              | L'Allemagne à l'époque de la Guerre de Trente Ans                             |       | 42/43      |
| 42  | Europa im Jahre 1740                                                           | L'Europe en 1740                                                              | 1740  | 44         |
| 43  | Deutschland nach dem Reichsdeputationshauptschluss                             | L'Allemagne après le Recès d'Empire                                           |       | 45         |
| 44  | Deutschland im XVIII. Jahrhundert                                              | Allemagne au XVIIIe siècle                                                    | 1700  | 46/47      |
| 45  | Napoleonische Statenbildungen 1795-1809                                        |                                                                               | 1800  | 48         |
| 46  | Deutschland im Jahre 1812                                                      | Allemagne en 1812                                                             | 1812  | 49         |
| 47  | Der Deutsche Bund 1815-1866                                                    |                                                                               | 1815  | 50         |
| 48  | Karten zur Deutschen Kulturgeschichte im XIX. Jahrhundert                      | Cartes pour l'histoire de la culture allemande au XIXe siècle                 | 1800  | 51         |
| 49  | Territorialentwickelung Preussens I                                            | Expansion territoriale de la Prusse I                                         |       | 52         |
| 50  | Territorialentwickelung Preussens II                                           | Expansion territoriale de la Prusse II                                        |       | 53         |
| 51  | Schlachtenpläne zu den Kriegen 1864-1871                                       | Plans de batailles de la Guerre de 1864-1871                                  | 1871  | 54         |
| 52  | Deutsch-Französischer Krieg 1870/71                                            | Guerre franco-allemande de 1870-1871                                          | 1870  | 55         |
| 53  | Deutsch-Französischer Kriegsschauplatz                                         | Théâtre militaire franco-allemand                                             |       | 56         |
| 54  | Frankreich im XII. Jahrhundert                                                 | France au XIIe siècle                                                         | 1100  | 57         |
| 55  | Frankreich im XIV. und XV. Jahrhundert                                         | France aux XIVe et XVe siècles                                                | 1400  | 57         |
| 56  | Europa zur Zeit der grössten Machtenfaltung Napoleons                          |                                                                               |       | 58/59      |
| 57  | Frankreich im XVI. – XVIII. Jahrhundert                                        | France aux XVIe - XVIIIe siècles                                              |       | 60         |
| 58  | Paris beim Ausbruch der Revolution                                             | Paris au début de la Révolution française                                     |       | 60         |
| 59  | England unter den Angelsächsischen Königen.                                    | Angleterre sous les rois anglo-saxons                                         |       | 61         |
| 60  | England im XI. Jahrhundert                                                     | Angleterre au XIe siècle                                                      | 1000  | 61         |
| 61  | England im XII. Jahrhundert                                                    | Angleterre au XIIe siècle                                                     | 1100  | 61         |
| 62  | Die Britischen Inseln unter den Häusern Plantagenet und Tudor                  | Les Îles Britanniques sous les maisons Plantagenêt et Tudor                   |       | 62         |
| 63  | Die Britischen Inseln nach 1603                                                | Les Îles britanniques après 1603                                              | 1603  | 63         |
| 64  | Karten zur Spanischen Geschichte                                               | Cartes pour l'histoire de l'Espagne                                           |       | 64         |
| 65  | Spanien zur Zeit der Omejjaden                                                 | Espagne à l'époque des Omeyades                                               |       | 64         |
| 66  | Italien zur Langobardenzeit                                                    | Italie à l'époque lombarde                                                    |       | 65         |
| 67  | Spanien seit dem XVI. Jahrhundert                                              | Espagne depuis le XVIe siècle                                                 | 1500  | 65         |
| 68  | Italien im X. – XI. Jahrhundert                                                | Italie aux Xe - XIe siècles                                                   | 1000  | 66         |
| 69  | Italien im XV. – XVIII. Jahrhundert.                                           | Italie aux XVe - XVIIIe siècles                                               |       | 66         |
| 70  | Italien um das Jahr 1300                                                       | Italie en 1300                                                                | 1300  | 67         |
| 71  | Italien im Jahre 1799. Italienische Kriegsschauplätze                          | L'Italie en 1799. Théâtre des opérations italien                              | 1799  | 68         |
| 72  | Republik der Vereinigten Niederlande. Die Niederlande im XVI. Jahrhundert      | République des Pays-Bas Unis. Les Pays-Bas au XVIe siècle                     |       | 69         |
| 73  | Skandinavien vor der Kalmarischen Union. Karten zur Skandinavischen Geschichte | Scandinavie avant l'union de Kalmar. Cartes pour l'histoire de la Scandinavie |       | 70         |
| 74  | Gebiete des Deutschen Ordens. Russische Besitzungen in Zentralasien            |                                                                               |       | 71         |
| 75  | Russland im XVI. und XVII. Jahrhundert. Russland seit Peter dem Grossen        | Russie aux XVIe et XVIIe siècles. Russie depuis Pierre le Grand               |       | 72         |
| 76  | Polen                                                                          | Pologne                                                                       |       | 73         |
| 77  | Die Mittelmeerländer zur Zeit der Kreuzzüge                                    | Les pays méditerranéens à l'époque des croisades                              |       | 74/75      |
| 78  | Das Oströmische Reich                                                          | L'empire romain d'Orient                                                      |       | 76         |
| 79  | Reich der Kalifen bis 945                                                      | Royaume du Calife jusqu'en 945                                                | 945   | 77         |
| 80  | Islamitische Länder am Ende des XI. und XII. Jahrhundert                       | Pays islamiques à la fin du XIe siècle et au XIIe siècle                      | 1100  | 78         |
| 81  | Die Mongolischen Reiche ums Jahr 1300                                          | Le royaume mongol en 1300                                                     | 1300  | 79         |
| 82  | Balkanhalbinsel und Osmanisches Reich bis 1699                                 | Péninsule balkanique et empire ottoman jusqu'en 1699                          | 1699  | 80         |
| 83  | Karten zur orientalischen Frage                                                | Cartes pour la question orientale                                             |       | 81         |
| 84  | Zeitalter der Entdeckungen                                                     |                                                                               |       | 82/83      |
| 85  | Nordamerika                                                                    | Amérique du Nord                                                              |       | 84         |
| 86  | Die Südseeinseln                                                               | Les Îles des mers du sud                                                      |       | 85         |
| 87  | Südamerika                                                                     | Amérique du Sud                                                               |       | 85         |
| 88  | Religionskarte der Erde                                                        | Religions dans le monde                                                       |       | 88         |